# Walter Junghans
Walter Junghans (Hamburg, 1958. október 26. –) nyugatnémet válogatott Európa-bajnok német labdarúgó, kapus, edző.

## Pályafutása

### Klubcsapatban
A Victoria Hamburg csapatában kezdte a labdarúgást. 1977-ben szerződött a Bayern Münchenhez, ahol Sepp Maier tartalékja lett. 1979-ben Maier autóbalesetet szenvedett és emiatt vissza kellett vonulnia és Junghans a helyébe léphetett. Két bajnoki címet, egy nyugatnémet kupagyőzelmet szerzett a csapattal. Tagja volt az 1981–82-es idényben BEK-döntős csapatnak, de döntőn nem szerepelt. 1982 és 1987 között a Schalke 04, 1987 és 1994 között a Hertha BSC labdarúgója volt. 1994-ben a Bayer Leverkusen játékosa volt, de mérkőzésen nem szerepelt, majd 1994 és 1996 között a másodosztályú Fortuna Köln együttesében védett és itt fejezte be az aktív labdarúgást.

### A válogatottban
1976 és 1977 között 18 alkalommal szerepelt a nyugatnémet U18-as válogatottban. 1979 és 1981 között hat alkalommal szerepelt a nyugatnémet B-válogatottban. Tagja volt 1980-as Európa-bajnok csapatnak, de az A-válogatottban sohasem lépett pályára. 1983 és 1984 között két alkalommal szerepel a német olimpiai válogatottban és részt vett a Los Angeles-i olimpián is, ahol a válogatott a negyeddöntőben búcsúzott.

### Edzőként
2007-ben visszatért a Bayern Münchenhez, mint kapusedző. Ismét Sepp Maier mellett dolgozott. 2008 óta a csapat első számú kapusedzője.

## Sikerei, díjai
NSZK
- Európa-bajnokság
  - Európa-bajnok: 1980, Olaszország

 Bayern München
- Nyugatnémet bajnokság (Bundesliga)
  - bajnok: 1979–80, 1980–81
- Nyugatnémet kupa (DFB-Pokal)
  - győztes: 1982
- Bajnokcsapatok Európa-kupája (BEK)
  - döntős: 1981–82

 Schalke 04
- Nyugatnémet bajnokság - másodosztály (Bundesliga 2.)
  - 2.: 1983–84

 Hertha BSC
- Nyugatnémet bajnokság - másodosztály (Bundesliga 2.)
  - bajnok: 1989–90